# Le Plessis-Grimoult
Le Plessis-Grimoult település Franciaországban, Calvados megyében. Lakosainak száma 331 fő (2018. január 1.). Le Plessis-Grimoult Campandré-Valcongrain, Cauville, Lénault, Roucamps, Saint-Jean-le-Blanc és Saint-Pierre-la-Vieille községekkel határos.

## Népesség
A település népessége az elmúlt években az alábbi módon változott:
| Lakosok száma | 358  | 331  | 300  | 292  | 310  | 358  | 348  | 324  | 334  | 331  |
|               | 1968 | 1975 | 1982 | 1990 | 1999 | 2011 | 2013 | 2015 | 2017 | 2018 |